# 袋鼯科
袋鼯科（学名：Petauridae），哺乳綱有袋类双门齿目的一科哺乳动物。

## 下属分类
本科包括以下属：
- Dactylonax
- 紋袋貂屬 Dactylopsila Gray, 1858：紋袋貂
- 利氏袋鼯屬 Gymnobelideus McCoy, 1867：利氏袋鼯
- 袋鼯屬 Petaurus Shaw, 1791
- Schoinobates Lesson, 1842